# گمینا کورنگک
گمینا کورنگک (به لهستانی:  Gmina Kórnik) یک گمینا در لهستان است که در شهرستان پوزنانگ واقع شده‌است. گمینا کورنگک ۱۸۶٫۵۸ کیلومتر مربع مساحت و ۱۷٬۵۸۵ نفر جمعیت دارد.